# Jean Leclerc

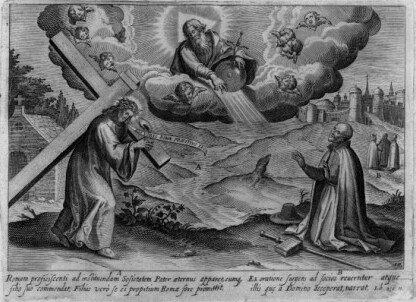
Grabado de la vida de San Ignacio de Loyola de Jean Leclerc (1612)

Jean Leclerc (Nancy, c. 1587-20 de octubre de 1633) fue un pintor barroco perteneciente a la escuela de Lorena. Estuvo al servicio de la República de Venecia y fue embajador de los duques de Lorena.

## Familia
Jean Leclerc fue el hijo menor de Claude Leclerc y Pulligny y de Claudon Mengin de Pulligny. Nació en Nancy en agosto de 1586. Su padre, protestante, tuvo que exiliarse de Lorena. Aunque era el secretario de la princesa de Taranto fue perseguido por sus convicciones religiosas. Claudon Mengin Pulligny era católica y Claude abjuró. Su padre murió en 1598.

## Venecia
Llegó a Italia con su hermano en 1602. Según cuenta en sus escritos vivió veinte años en Venecia y luchó en las posesiones venecianas en la cuenca oriental del Mediterráneo.[cita requerida]
Entre tanto, el duque Enrique II de Lorena ocupó las tierras de su padre, confiscó sus bienes y le degradó de los títulos de nobleza.[cita requerida] Los hermanos tuvieron la prudencia de permanecer en la religión católica. En Venecia, fueron bien acogidos.
Jean Le Clerc no llegó a entrar como aprendiz en un taller de pintor, pues antes puso su espada al servicio de la República de Venecia para luchar contra los otomanos y los hermanos se convertirán en embajadores de los duques de Lorena.[cita requerida]
La historia de Lorena confirma que los más grandes pintores de la región de Lorena de ese momento, entre ellos Jean Le Clerc, dividieron su vida entre la ciudad natal e Italia.[cita requerida] Fue en Venecia, donde pasó la mayor parte de su existencia.

## Un pintor veneciano
Durante las guerras de la República de Venecia en defensa de Europa, o al menos durante la tregua, su hermano se convirtió en un excelente músico y conoció al pintor Carlo Saraceni (1580-1620).[cita requerida] Sin embargo, no se convirtió en su discípulo. Jean Le Clerc ya tenía 24 años cuando se estableció desde 1612 hasta 1616 en el hogar del pintor veneciano en Roma, en Via di Ripetta, aunque la casa era más bien una continuación del taller de pintor. A pesar de adoptar su estilo, será especialmente Caravaggio quien influya en los dos artistas.[cita requerida]
Le Clerc será clasificado como pintor barroco. Está considerado por los críticos franceses como un pintor lorenés y flamenco para la crítica anglo-sajona. Sin embargo, los italianos lo llaman Giovanni di Chere o Giovanni Le Clerc. Según Adriana Augusti: «En Venecia, Carlo Saraceni y Jean Le Clerc son principalmente pintores caravagescos».[cita requerida]
Jean Le Clerc tuvo su mejor momento en 1608, pero seguía siendo oficial veneciano y embajador del ducado de Lorena, y llevaba la espada al costado. Al igual que su hermano fue nombrado caballero de San Marcos por el Senado de Venecia y por el dogo.[cita requerida]
En 1617-18, pintó con Carlo Saraceni El Milagro de San Bernon, de la parroquia alemana en Roma de Santa Maria dell’Anima. A continuación realizó un grabado de esta obra.[cita requerida]
Jean Le Clerc también tuvo éxito como grabador.

## La primera pintura conocida de "Giovanni" Le Clerc
La primera pintura conocida de "Giovanni" Le Clerc es La muerte de la Virgen pintada en Roma en 1619. En este cuadro pintó a dos mujeres que se vuelven a encontrar en La Muerte de la Virgen de Nicolas Poussin (1594-1665), pintada en París en 1623.
El descanso en la huida a Egipto es una obra de este período, como Concierto nocturno, donde el artista sigue la tradición de los pintores caravaggescos en cuanto al juego de luces, con las caras poderosamente iluminadas. El Concierto nocturno inspiró en 1630 a Georges de La Tour para El pago del tributo.[cita requerida]
Jean Le Clerc pintó en Italia La negación de San Pedro, escena de taberna que anuncia su Escena de cabaret, donde la sombra se opone a la luz, como en su Concierto, conservado en Roma.[cita requerida] El hundimiento, de Villa Contarini, en Piazzola sul Brenta, se atribuye a Carlo Saraceni y a su alumno Jean Le Clerc.[cita requerida] Pero son los recuerdos de los viajes y las batallas en el Oriente Medio de Le Clerc los que explican que los personajes estén vestidos con trajes orientales.[cita requerida]
Saraceni y Le Clerc fueron los maestros del pintor veneciano Gaspar Della Vecchia (1602-1678), padre de Pietro della Vecchia. Pero Carlo Saraceni murió el 16 de junio de 1620. A finales de noviembre de 1619, habían comenzado a pintar una gran composición: El dogo Enrico Dandolo (1123 a 1205) y los capitanes de la Cruzada prestando juramento, en la Sala del Gran Consejo del Palacio Ducal.[cita requerida] De ella un crítico de arte escribió: «una hermosa pintura, una obra verdaderamente notable y que refleja la manera de los mejores maestros venecianos. El dibujo está dotado de un gran estilo, el color es precioso y no es muy inferior a las obras maestras inmortales de Veronés, Tintoretto, Palma y otros maestros, entre los que se coloca». En 1621, Jean Le Clerc firmó este trabajo y completó una Anunciación, pintada por su amigo en Feltre, en la iglesia de San Giustina.
A principios del año 1622, junto con su hermano Alexandre, dejó la República de Venecia. Regresarán al mismo tiempo que Jacques Callot, de su misma edad, quien fue nombrado caballero y murió el mismo año que Jean Le Clerc.[cita requerida]

## El pintor del duque de Lorena
Lorena participó en la revolución artística de principios del siglo XVII y el papel de Le Clerc, el veneciano, no fue el menos importante.[cita requerida]
De regreso a Nancy, a principios de 1622, recibió una pensión como embajador el 26 de abril de 1622, y se convirtió en el pintor oficial de los duques Enrique II (1608-1624), Nicole (1624-1625), Francisco II (1625) y Carlos IV (desde 1625 hasta 1675).[cita requerida] Su título de Caballero de San Marcos fue reconocido oficialmente en Lorena. Fue nombrado caballero, o mejor dicho, confirmado en su nobleza por Enrique II. La nobleza familiar también se atribuyó a su hermano por ser hereditaria, pero las tierras de su familia no le fueron devueltas.[cita requerida]
Si este regreso a Lorena fue un hito en su carrera, su trabajo no es más conocido. La cronología de las obras lorenesas es todavía muy incierta y se basa en una serie de supuestos. El martirio de San Lorenzo que procede de la Cartuja de Bosserville, pintura atribuida a Paolo Veronese, es en realidad una obra de Jean Le Clerc en la que rinde homenaje al pintor.[cita requerida]
En 1625, su patrón, Francisco de Lorena, conde de Vaudemont, tío (y padrastro) de la joven duquesa Nicole de Lorena, reivindicó el ducado. Los Estados Generales de Lorena estimaron que su reclamación era legítima y se convirtió en el duque Francisco II de Lorena el 21 de noviembre de 1625. Cinco días después, abdicó en favor de su hijo (y esposo de Nicole), que se convirtió en Carlos IV duque de Lorena en el lugar de su esposa. A continuación, el conde se dedicó a la gestión de sus condados de Vaudémont y de Salins.
Francisco II tampoco devolvió a Le Clerc su tierra, pero le encargó varios cuadros. El artista llevó a cabo la decoración pictórica de la capilla del castillo de Viviers, desaparecida en el siglo XIX, además de numerosas pinturas.[cita requerida]
En 1629 los retratos realizados por Jean Le Clerc, y pagados por las finanzas del duque Francisco, fueron enviados desde Lorena a Italia.

## Una nueva pintura
Bien entendido, este pintor formado en Venecia, introdujo en Lorena una nueva pintura, marcada por la investigación luminista de los pintores establecidos en Roma y por la influencia del arte de Miguel Ángel Merisi de Caravaggio (1571-1610).[cita requerida] El artista llevó a Nancy la técnica del claroscuro. Sin embargo, se liberó del más vehemente Caravaggio, con la introducción de una sensualidad íntima.[cita requerida]
Le Clerc mantuvo vínculos con Georges de La Tour (1593-1652) y con los artistas de Lorena. En sus obras no faltan las afinidades con las obras de La Tour. Esto es probablemente debido a que gracias a las obras de Le Clerc La Tour conoció la pintura de los caravagescos.[cita requerida] También fue un rival. En 1620, Georges de La Tour decidió mudarse a Lunéville, la cuna de la familia de su esposa, porque sabía que en la capital del ducado, Nancy, el mercado estaba dominado por Jacques Bellange, hasta su muerte en 1616, pero pronto se decantaría en favor de Claude Deruet y Jean Le Clerc, regresados de Italia respectivamente en 1619 y antes de 1622, cerrándolo en gran medida.[cita requerida] Georges de La Tour nunca fue pintor de los duques y no fue ennoblecido.
La cena galante de  Le Clerc, dibujada a la sanguina y aguada sepia, fechada de 1628, como El Concierto Nocturno presentan recuerdos de las obras de la escuela de Utrecht. Este curioso dibujo podría representar un episodio de la historia del Hijo Pródigo, disipando sus bienes con una cortesana. El tema evoca también los banquetes de Caravaggio.[cita requerida] La hoja de Rennes presenta afinidades con un grabado de Le Clerc, El Concierto Nocturno, expuesto en Múnich.

## Temas religiosos
Jean Le Clerc fue un hombre muy piadoso. Era miembro de una congregación masculina a la que pertenecían Francisco II de Lorena, Carlos IV de Lorena, el marqués y muy poca gente calificada más.[cita requerida] En sus obras, el espíritu de cruzada, el espíritu misionero y el espíritu de peregrinación convergen a menudo.
Gracias a su tío abuelo, Gilles de Trèves, decano de la colegiata de Saint-Maxe, Jean Le Clerc se convirtió en el pintor de los jesuitas de Lorena. Las pinturas del altar mayor de la iglesia de los jesuitas de Lorena son sin duda suyas.[cita requerida] El 11 de febrero de 1632 el rector del colegio de los jesuitas, Jean Bonnet, le encargó una pintura de nueve pies de alto y siete pies de ancho que representa La predicación de San Francisco Javier. Era el final de su vida y Jean Le Clerc recordaba sus viajes y batallas. Aunque el cuadro representa la acción del misionero de las Indias Orientales, él la ambientó en el Oriente Medio, con las cabezas de los hombres cubiertas con turbantes. 
Jean Le Clerc estuvo también muy cerca de los científicos de su tiempo.[cita requerida] Su Negación de San Pedro es una aplicación magistral de complejas cuestiones de perspectiva arquitectónica iluminada con varias fuentes de luz.[cita requerida] En ella usó una novedosa base marrón, práctica nueva, pero muy común en Italia.[cita requerida]
En su última obra, La adoración de los pastores de 1633, en la iglesia de San Nicolás de Nancy, la influencia de Caravaggio y de la escuela de Carlo Saraceni es obvia.[cita requerida] Ciertamente la obra fue terminada por Remond Constante, a quien Jean Le Clerc cedió poco antes de su muerte, en octubre de 1633, los contratos que había firmado con los Carmelitas de Chaumont (Haute-Marne), que le habían encargado dieciséis pinturas del Apocalipsis.
El Cristo y San Pedro de la iglesia de San Nicolás en Nancy y La fiesta de Herodes, de la iglesia de San Juan Bautista de Chaumont (Haute-Marne), se atribuyen a Jean Le Clerc.

## Un maestro

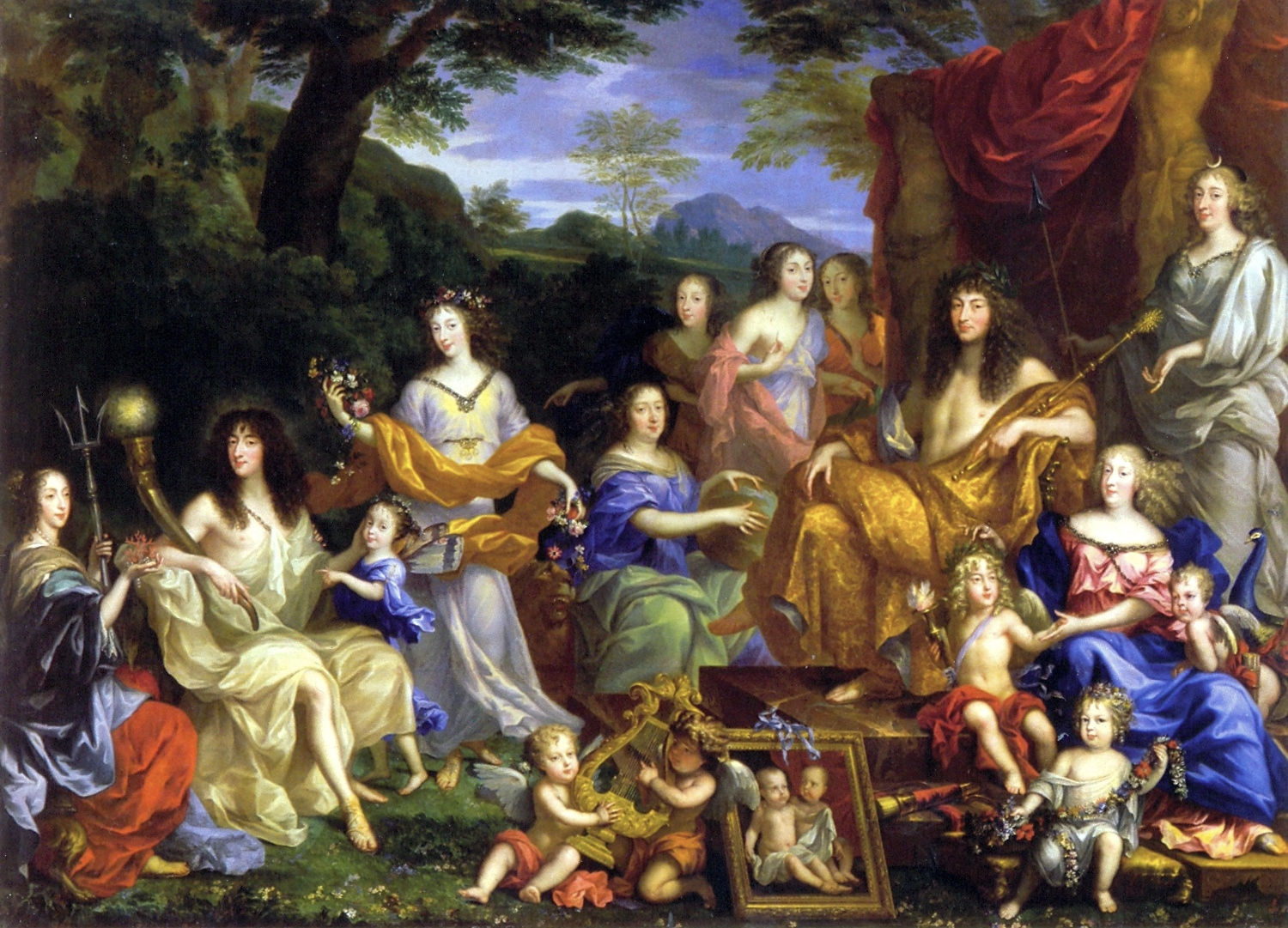
Jean Nocret (1612-1672) fue su alumno.

En 1628, Jean Le Clerc tomó como aprendiz a François Vernier, ahijado del Duque  Francisco, por un período de dos años y a cambio de 400 francos. Además Remond Constant fue maestro de otros muchos pintores, como Jean Borla (1608-1667), o Jean Nocret (1612-1672).[cita requerida]

## Su matrimonio, su fortuna y su muerte
Jean Le Clerc se casó después de su regreso a Lorena, en 1622, con Antoinette des Pilliers, hija de Thierry II y Ana de Giraucourt. Viudo, se casó de nuevo el 14 de enero de 1629 con Marguerite Navel, cuyo padre, Geoffrey, era conserje del Hotel de Salm en 1614, y su proveedor.
Enfermó de hidropesía y murió cinco años más tarde, el 20 de octubre de 1633, en Nancy, con sólo 46 años y un año después que su patrón, Francisco II de Vaudémont. Está enterrado en el Cordeliers, junto a su primera esposa.[cita requerida]
Dejó varios hijos menores de edad.

## Después de su muerte
El hijo de Jean Le Clerc y Antoinette des Pilliers, Jean Le Clerc II era todavía un niño a la muerte de su padre. Será en 1665 capitán del regimiento de Mercy y participará en la Batalla de Viena en 1683.[cita requerida]
La ciudad de Nancy conserva algunas pinturas de Jean Le Clerc.